# هكتور هوغن
هكتور هوغن (بالإنجليزية: Hector Hogan) هو عداء سريع أسترالي، ولد في 11 يوليو 1931 في روكامبتون في أستراليا، وتوفي في 2 سبتمبر 1960 في بريزبان في أستراليا بسبب ابيضاض الدم.

## وصلات خارجية
- هكتور هوغن على موقع النتائج التاريخية لألعاب القوى الأسترالية (الإنجليزية)
- هكتور هوغن على موقع اللجنة الأولمبية الدولية (الإنجليزية)
- هكتور هوغن على موقع أوليمبيديا (الإنجليزية)
- هكتور هوغن على موقع اللجنة الأولمبية الأسترالية (الإنجليزية)
- هكتور هوغن على موقع اتحاد ألعاب الكومنولث (مؤرشف) (الإنجليزية)
- هكتور هوغن على موقع قاعة أستراليا للمشاهير الرياضية (الإنجليزية)